# 血盟團
血盟團為日本昭和時代的右派恐怖主義團體。

## 概說

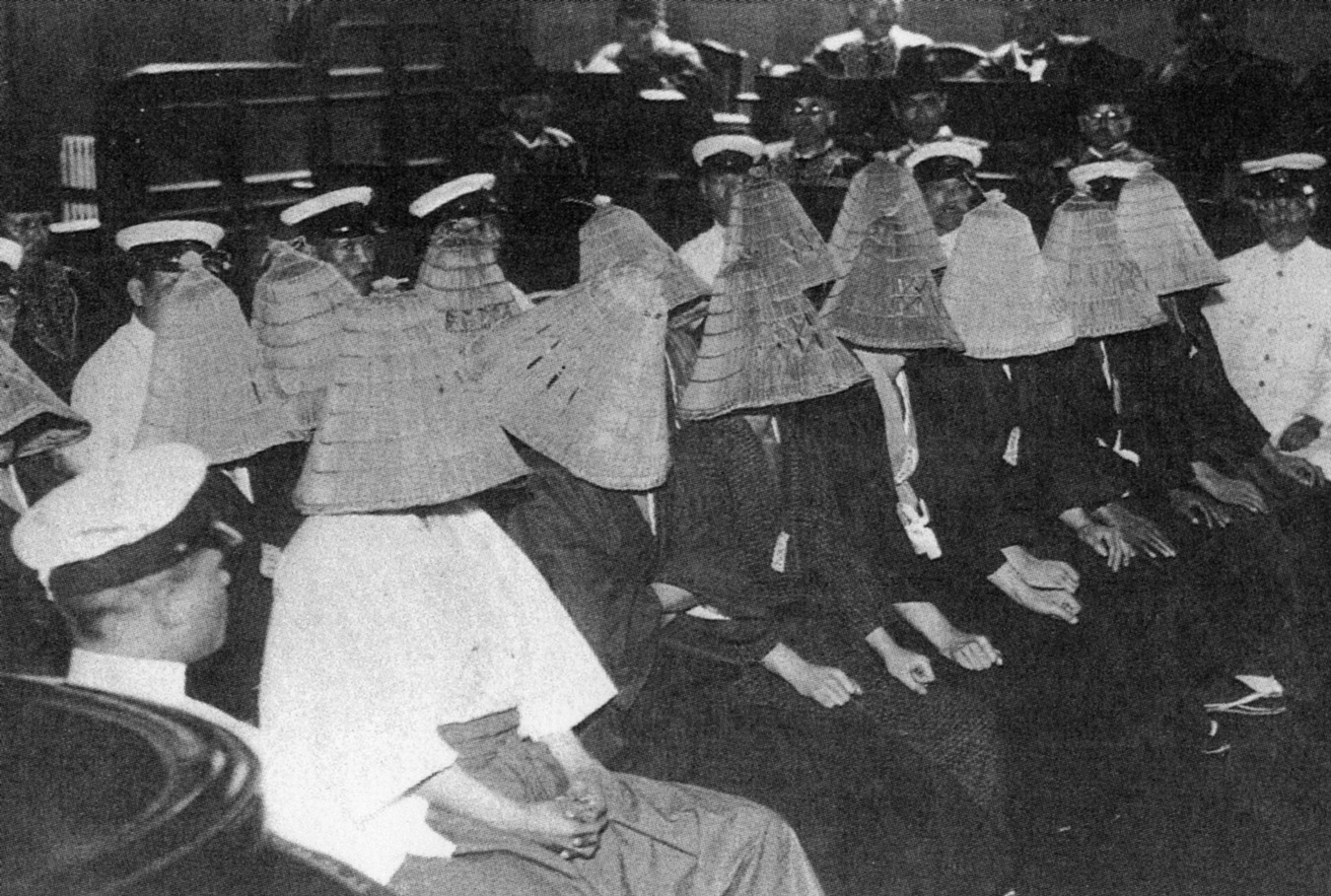
法庭內的血盟團事件被告。

血盟團屬於民間右派團體，由以茨城縣大洗町立正護國堂為據點進行右翼運動的日蓮宗僧侶井上日召（大陸浪人出身）創立。
1931年，井上日召決定與其同伴進行激烈的國家改造計畫，最後採取的方法為暗殺當時政府領導人的「一人一殺」主義。血盟團的暗殺名單包含犬養毅、西園寺公望、幣原喜重郎、若槻禮次郎、團琢磨、鈴木喜三郎、井上準之助及牧野伸顕等企業界、政界大老，並自海軍方面管道秘密取得手槍。
1932年2月9日，小沼正暗殺於東京本鄉進行選舉活動的井上準之助。這是由於井上準之助擔任濱口雄幸内閣財務大臣時斷然實施解除黃金出口禁令政策，使日本經濟捲入世界經濟大恐慌，因此以其為頭號目標。
1932年3月5日，菱沼五郎於東京日本橋三井本館暗殺三井財閥總帥團琢磨，則是針對其帶頭反對頒布《工會法》的報復。
此兩次恐怖攻擊被稱為血盟團事件，事後警察追緝計畫井上日召，井上日召由於意識到無法逃脫而向警察投案，其餘血盟團員亦全遭逮捕。不過秘密表示支持該計畫的部分大日本帝國海軍軍官並沒有遭到逮捕。
極左派團體日本赤軍女性領導者重信房子的父親重信末夫，為血盟團事件相關右派團體金雞學院的門生。目前以日本鹿兒島縣霧島市為中心活動的僧侶山内日豐，則為井上日召的再傳弟子。

## 関連書籍
- 『右翼思想犯罪事件の綜合的研究 : 血盟団事件より二・二六事件まで （页面存档备份，存于）』斎藤三郎 (司法省刑事局, 1936)
- 『五・一五事件の真相 : 附・血盟団の全貌 （页面存档备份，存于）』(警察思潮社, 1933)
- 『血で描いた五・一五事件の真相 : 陸海軍大公判と血盟団公判の解説 （页面存档备份，存于）』関東朝日新聞社編 (共同館, 1933)
- 『血盟団事件公判速記録』血盟団事件公判速記録刊行会 (1967)
- 『血盟団事件上申書・獄中手記』 血盟団事件公判速記録刊行会 (1971)
- 『一殺多生―血盟団事件・暗殺者の手記』読売新聞社 (1974)
- 『右翼思想犯罪事件の綜合的研究―血盟団事件より二・二六事件まで 昭和13年度思想特別研究員』東洋文化社 (1975)
- 『血盟団事件―井上日召の生涯 』岡村青、三一書房 (1989/12)
- 『昭和の蹉跌―血盟団と五・一五事件』粉川幸男、西田書店 (1995/08)
- 『昭和天皇〈第3部〉金融恐慌と血盟団事件』福田和也、文藝春秋 (2009/08)